# Nowe Bródno

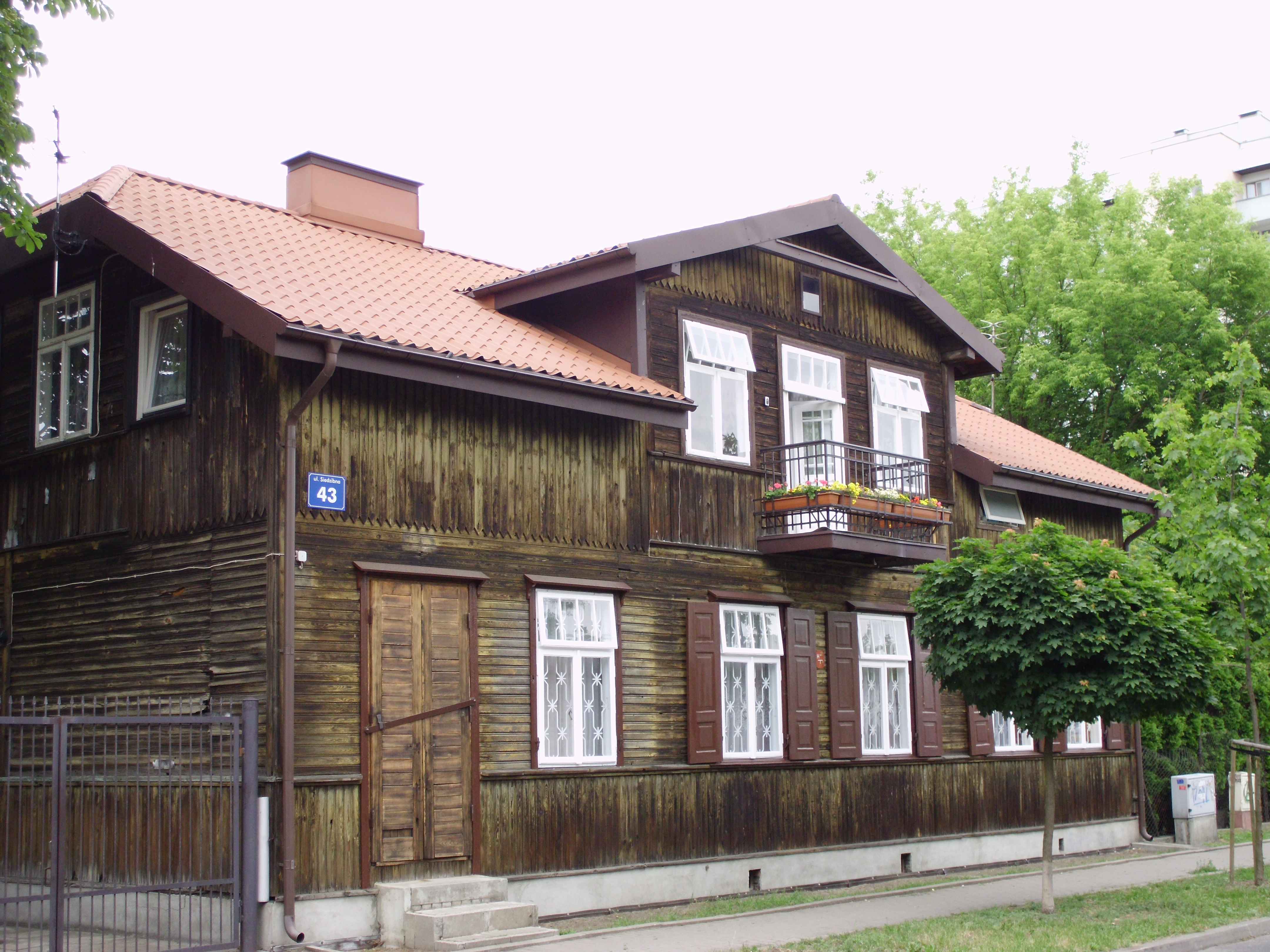
Drewniany dom rodziny Borowców przy ul. Siedzibnej

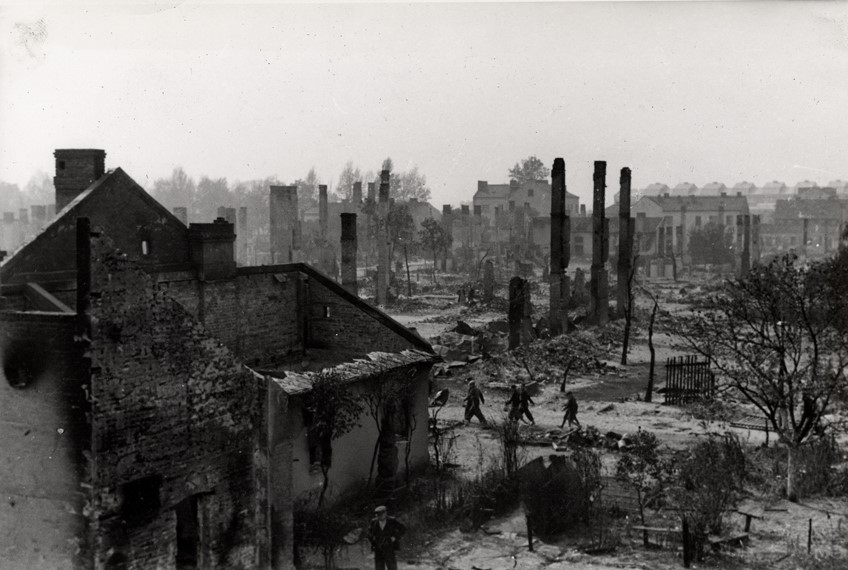
Zbombardowane przez Luftwaffe budynki w rejonie ulic Siedzibnej i Budowlanej we wrześniu 1939 roku

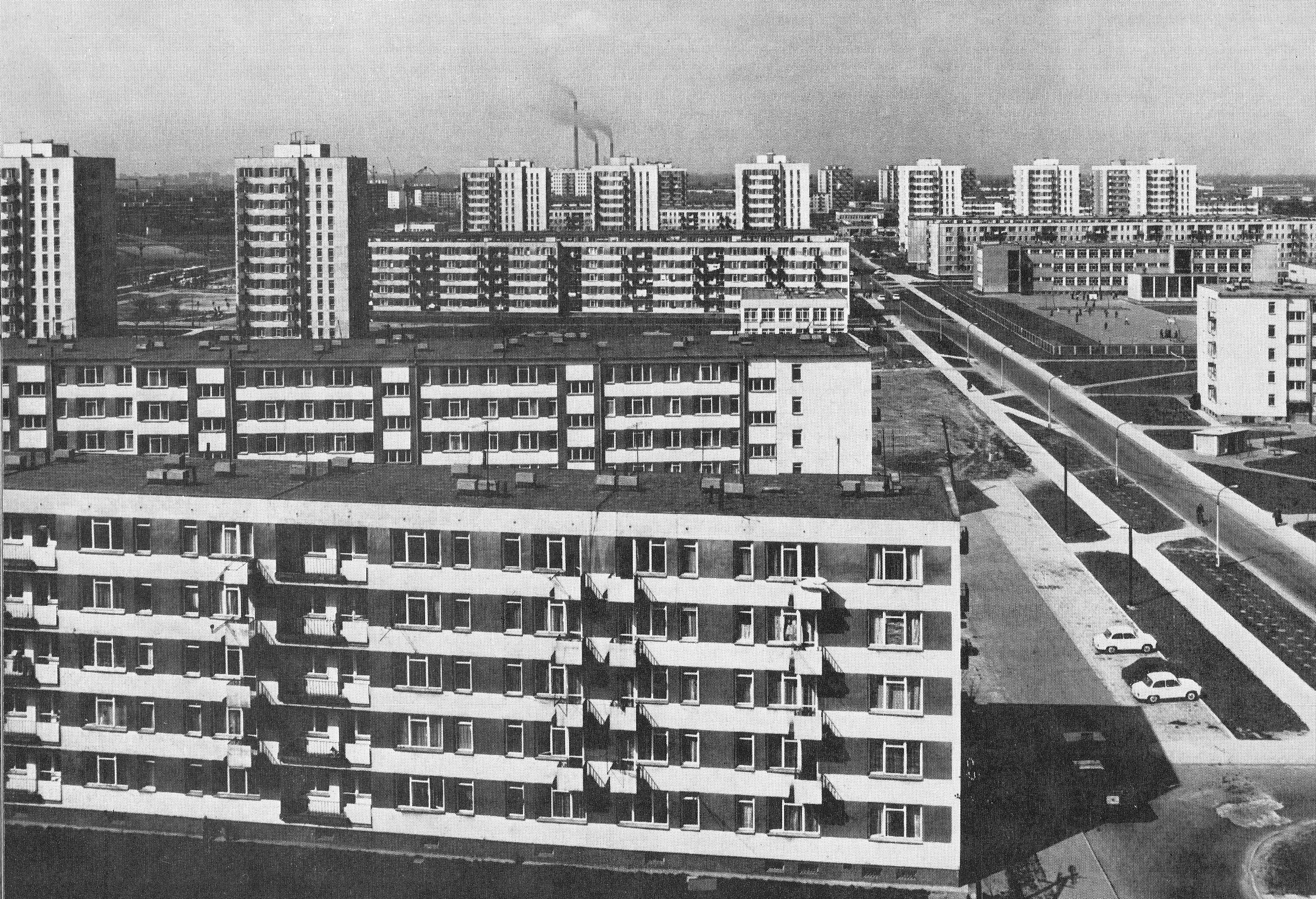
Bloki osiedla Nowe Bródno przy ul. Suwalskiej (1969)

Nowe Bródno – część miasta i osiedle mieszkaniowe w dzielnicy Targówek w Warszawie.

## Opis
Osada Nowe Bródno powstała na piaszczystych polach na zachód od Starego Bródna, po wybudowaniu w 1877 Kolei Nadwiślańskiej i uruchomieniu stacji Praga (obecnie Warszawa-Praga). W rejonie obecnych ulic Wysockiego, Oliwskiej i Toruńskiej i dawnej Białołęckiej powstały kolejowe warsztaty remontowe oraz budynki mieszkaniowe (w znacznej części drewniane) dla kolejarzy i ich rodzin.
W kolejnych latach rozbudowa kolei przyczyniła się do rozbudowy peryferyjnych terenów Nowego Bródna – Śliwic, Targówka i Pelcowizny. Wybudowano dużą stację rozrządową na Bródnie, wiele magazynów i składów.
8 kwietnia 1916 generał-gubernator Hans Hartwig von Beseler wydał rozporządzenie włączające do Warszawy (od 1 kwietnia 1916) m.in. Nowe Bródno, położone w tamtym czasie w gminie Bródno.
Od lat 20. do 1939 roku powstało tu kilkadziesiąt kamienic i domów jednorodzinnych.
28 września 1924 roku uruchomiono tu linię tramwajową 21.
Podczas II wojny światowej wiele budynków na Nowym Bródnie uległo zniszczeniu.
W 1961 rozpisano konkurs architektoniczny na projekt nowej dzielnicy na 60 tys. mieszkańców. Wygrał go zespół w składzie: Jerzy Stanisławski, Janina Szulecka, Tadeusz Szulecki. Budowa nowego osiedla zniekształciła częściowo przebieg dawnych ulic (np. Białołęckiej, którą na południowym odcinku, od ul. Odrowąża do Bartniczej nazwano ul. Wysockiego, a na środkowym – ul. Ogińskiego).

## Ważniejsze obiekty
- Kościół Matki Bożej Różańcowej
- Stacja kolejowa Warszawa Praga